# Parahiraciini
Parahiraciini – plemię pluskwiaków z rodziny owoszczowatych i podrodziny Issinae.
Takson ten wprowadzony został w 1991 roku przez Chiou-Ling Chenga i Chung-Tu Yanga.
Pluskwiaki te upodabniają się do chrząszczy z nadrodziny ryjkowców. W związku z tym charakteryzują się wypukłymi, wydłużonymi i na wierzchołku zwężonymi skrzydłami przednimi wyposażonymi w siatkę poprzecznych żyłek. Ponadto mają długie odnóża przedniej i środkowej pary. Cechy te uznawane są za autapomorfie, natomiast cechą plezjomorficzną są dwu- lub trójpłatkowate skrzydła tylne z siatką żyłek poprzecznych w części dystalnej oraz głęboki wycięciem pomiędzy remigium a vannus. Większość rodzajów ma metope przekształcone w ryjek, co dodatkowo upodabnia je do ryjkowców.
Przedstawiciele tego plemienia zasiedlają Azję od Indii i Chin po Indonezję.
Należą tu 15 następujących rodzajów:
- Bardunia Stål, 1863
- Brevicopius Meng, Qin & Wang, 2015
- Duriopsilla Fennah, 1956
- Flavina Stål, 1861
- Folifemurum Che, Zhang & Wang, 2013
- Fortunia Distant, 1909
- Fusiissus Zhang & Chen, 2010
- Mincopius Distant, 1909
- Narinosus Gnezdilov & Wilson, 2005
- Neodurium Fennah, 1956
- Neotetricodes Zhang & Chen, 2012
- Paratetricodes Zhang & Chen, 2010
- Pinocchias Gnezdilov & Wilson, 2005
- Scantinius Stål, 1866
- Tetricodes Fennah, 1956
- Tetricodissus Wang, Bourgoin & Zhang, 2015